# MTV News
MTV News — новинний відділ телеканалу MTV. Сервіс доступний у США з локалізованими версіями у глобальній мережі MTV. У лютому 2016 року MTV Networks підтвердила, що оновить бренд MTV News у 2016 році, щоб конкурувати з подібними медіасервісом BuzzFeed та журналом Vice, проте до середини 2017 року MTV News було значно скорочено.
Новини MTV News доступні на відповідних вебсайтах, у додатках, на YouTube і в ефірі MTV.
У листопаді 2018 року MTV News почали випускати щоденні оновлення у Twitter під назвою MTV News: You Need to Know.

## Історія
MTV News почав мовити у 1980-х з програмою The Week in Rock, ведучим якої був Курт Лодер, перший офіційний кореспондент MTV News. Із 1990 року головною темою з якої починалася програма The Week in Rock став сингл «Peace Sells» гурту Megadeth.
Він вперше почав висвітлювати політичні новини на президентських виборах у США 1992 року, проводячи кампанію «Обирай або програвай» (англ. Choose or Lose). Відтоді MTV проводить «Обирай або програвай» для всіх президентських виборів у США. На виборах 2008 року Барак Обама та Гілларі Клінтон з'явилися у спеціальному ефірі MTV для обговорення війни в Іраку.
Протягом 2000-х років MTV News почав публікувати цифровий редакторський контент на вебсайті, у Твіттері, на каналі YouTube та сторінці у Facebook, агрегуючи інформацію про телепрограму MTV та агрегацію новин музики/попкультури. У листопаді 2015 року MTV представив новий напрямок для свого департаменту новин і найняла Дена Фірмана, колишнього дирекції редакції Grantland, на посаду директора редакції MTV, і заявив, що буде робити повноформатну журналістику і розширятиме штат працівників. Однак у червні 2017 року MTV вирішив реструктурувати новинний підрозділ, приділивши більше уваги відео, звільнивши значну частину своєї редакції.
У грудні 2016 року MTV News опублікував спеціальний новорічний відеоролик під назвою «Рішення нового 2017 року для білих хлопців». На відео представлені люди, котрі розповідають білим чоловікам про те, що, на їхню думку, вони повинні зробити краще в наступному 2017 році. Відео отримало величезний зворотний зв'язок, його називали расистським і непристойним. Наразі відео зібрало 54 910 оцінок «не подобається» та 1 152 «подобається» на YouTube.

## MTV News International
Коли MTV запускався в Європі, він використовував варіацію новин MTV News США з європейською локалізацією. Після регіоналізації телеканалів MTV у 1997 році MTV почала локалізувати ведучих та новини залежно від регіону MTV. Флагманське програмування в Європі складалося із щоденного оновлення новин MTV News Update та щотижневого яскравого шоу під назвою MTV News Weekend Edition, яке перестало виходити на початку 2000-х. З переходом MTV на більш реальне програмування в ефірі з'явилися інформаційні бюлетені з 16:00 до 22:00 з понеділка по п'ятницю на деяких каналах MTV.

### Канада
- Алія Жасмін Совані[en], Джонні Гокін, Шарлен Цзю[en]

#### Велика Британія
- Бекка Дадлі
- Блюї Робінсон

#### Італія
- Джаспер Льюїс Віньйоне

#### Латинська Америка
- Ілана Сод[en]
- Jazz
- Ніколя Артусі
- Гав'єр Андраде

#### Ірландія
- Лаура Вітмор[en]
- Нік Лі Мес

#### Греція
- Estel[en]

#### Загальноєвропейський
- Лаура Вітмор[en]
- Жасмін Дотівала[en]

#### Туреччина
- Альпер Етіш (2006—2010)

#### Німеччина
- Маркус Кавка
- Каролін

#### Нідерланди
- Денніс Венінг
- Евелін Бош

#### Австралія
- Маз Комптон
- Даррен Макмаллен[en]
- Ерін Макнот[en]
- Рубі Роуз

### Литва
- Йонас Бачеліс